# Anders Johan Roman
Anders Johan Roman, född 16 januari 1847 i Alsters socken, Värmlands län, död 30 november 1919 i Landskrona, var en svensk kemiingenjör.
Efter skolstudier i Karlstad ägnade Roman sig åt den på 1860-talet uppblomstrande träoljeindustrin, genomgick därefter Teknologiska institutet, varifrån han utexaminerades 1869. Han fick samma år anställning vid Inedals vitbetssockerfabrik i Stockholm, blev kemist vid Landskrona sockerbruk 1870, var verkmästare vid Halmstads sockerfabrik 1871–74, verkmästare vid Reymersholms spritfabrik 1876–77 samt vid Karlshamns spritfabrik 1879–84 och disponent vid sockerfabriken i Staffanstorp 1885–94. Han medverkade även vid anläggningen av sockerfabrikerna i Örtofta 1889 samt i Jordberga och Kävlinge 1890. Han uppehöll sig i Landskrona såsom konsulterande ingenjör för sockerbruksanläggningar under åren 1895–1904 och var direktör för Sockerfabriks AB Union i Ystad 1905–17. Han var även ledamot av styrelsen för Sockerfabriks AB Union 1897–1908 och av styrelsen för Svenska Sockerfabriks AB 1908–17.
År 1870 erhöll Roman resestipendium av Lantbruksakademien för studium av sockerindustrien i Tyskland; besökte sedermera i tekniskt syfte även Österrike, Belgien och Frankrike. Han var redan på Teknologiska institutet kamrat med Carl Tranchell, till vilken han trädde i ännu närmare förhållande under vistelsen i Landskrona och Halmstad. I socker- och maltdryckskommittén av 1891 var han och Gustaf Ekman tillsammans med Tranchell representanter för sockerindustrin, och Roman var därefter under många år varit en av Tranchells förnämsta medhjälpare i arbetet för den svenska sockerindustrin. Har sedan 1894 tillhört Kemistsamfundet. Vid sin död hade han testamenterat avsevärda summor till åtskilliga ändamål bland annat till Kungliga Tekniska högskolan. 